# Staré Město (okres Šumperk)
Staré Město (německy (Mährisch) Altstadt) je město ležící na severu Moravy mezi Králickým Sněžníkem, Rychlebskými horami a Hrubým Jeseníkem na říčce Krupá. Žije zde přibližně 1 700 obyvatel. Město lze využít výchozí bod pro turistické a trampské výpravy do okolních hor. Lokální železniční trať spojuje město s Hanušovicemi, kde jsou přípoje na vlaky Olomouc – Jeseník. K odlišení od ostatních míst se stejným názvem je někdy označováno také jako Staré Město pod Sněžníkem.

## Historie
Město bylo založeno někdy v druhé polovině 13. století jako Goldek (česky Zlatý kout, Zlatý roh), jméno Staré Město se začalo používat až někdy v 15. století. Město bylo až do konce druhé světové války a následné deportace původních obyvatel osídleno převážně německým obyvatelstvem.
| Rok            | 1869 | 1880 | 1890 | 1900 | 1910 | 1921 | 1930 | 1950 | 1961 | 1970 | 1980 | 1991 | 2001 | 2011 | 2021 |
| -------------- | ---- | ---- | ---- | ---- | ---- | ---- | ---- | ---- | ---- | ---- | ---- | ---- | ---- | ---- | ---- |
| Počet obyvatel | 4903 | 5183 | 5126 | 4775 | 4680 | 4476 | 4719 | 2636 | 2314 | 2099 | 2169 | 2129 | 2145 | 1735 | 1715 |

| Rok            | 1869 | 1880 | 1890 | 1900 | 1910 | 1921 | 1930 | 1950 | 1961 | 1970 | 1980 | 1991 | 2001 | 2011 | 2021 |
| -------------- | ---- | ---- | ---- | ---- | ---- | ---- | ---- | ---- | ---- | ---- | ---- | ---- | ---- | ---- | ---- |
| Počet obyvatel | 2595 | 2707 | 2716 | 2533 | 2482 | 2382 | 2693 | 1813 | 1599 | 1529 | 1732 | 1767 | 1805 | 1492 | 1509 |

## Pamětihodnosti
- kostel sv. Anny – pozdně renesanční trojlodní kostel z roku 1608, s pozdějšími úpravami; k areálu patří dále:
  - ohradní zeď s bránou a kaplemi Kristovy korunovace a Olivetské hory s márnicí z 2. poloviny 18. století
- Radnice – v jádru renesanční stavba z let 1618-1619, upravená po požáru v roce 1725 a znovu v roce 1895
- Dům čp. 4 (ulice U Parku) – klasicistní dům z 1. poloviny 19. století s dochovanou původní dispozicí a bývalou černou kuchyní
- Dům čp. 25 (na náměstí) – barokní dům ze 2. poloviny 18. století
- Dům čp. 68 (na náměstí) – empírový dům z 1. poloviny 19. století
- Dům čp. 105 (Školní ulice) – klasicistní dům z roku 1827
- Dům čp. 106 (na náměstí) – barokní dům z 1. poloviny 18. století, upravený v roce 1852 a znovu ve 20. století
- Sousoší Panny Marie s Ježíškem a Janem Křtitelem (na náměstí) – pozdně barokní sousoší z roku 1780
- Sousoší Nejsvětější trojice (na náměstí) – kamenická práce z roku 1820, dokládající přežívání starších barokních vlivů
- Kašna s Neptunem (na náměstí) – kamenická práce z počátku 19. století

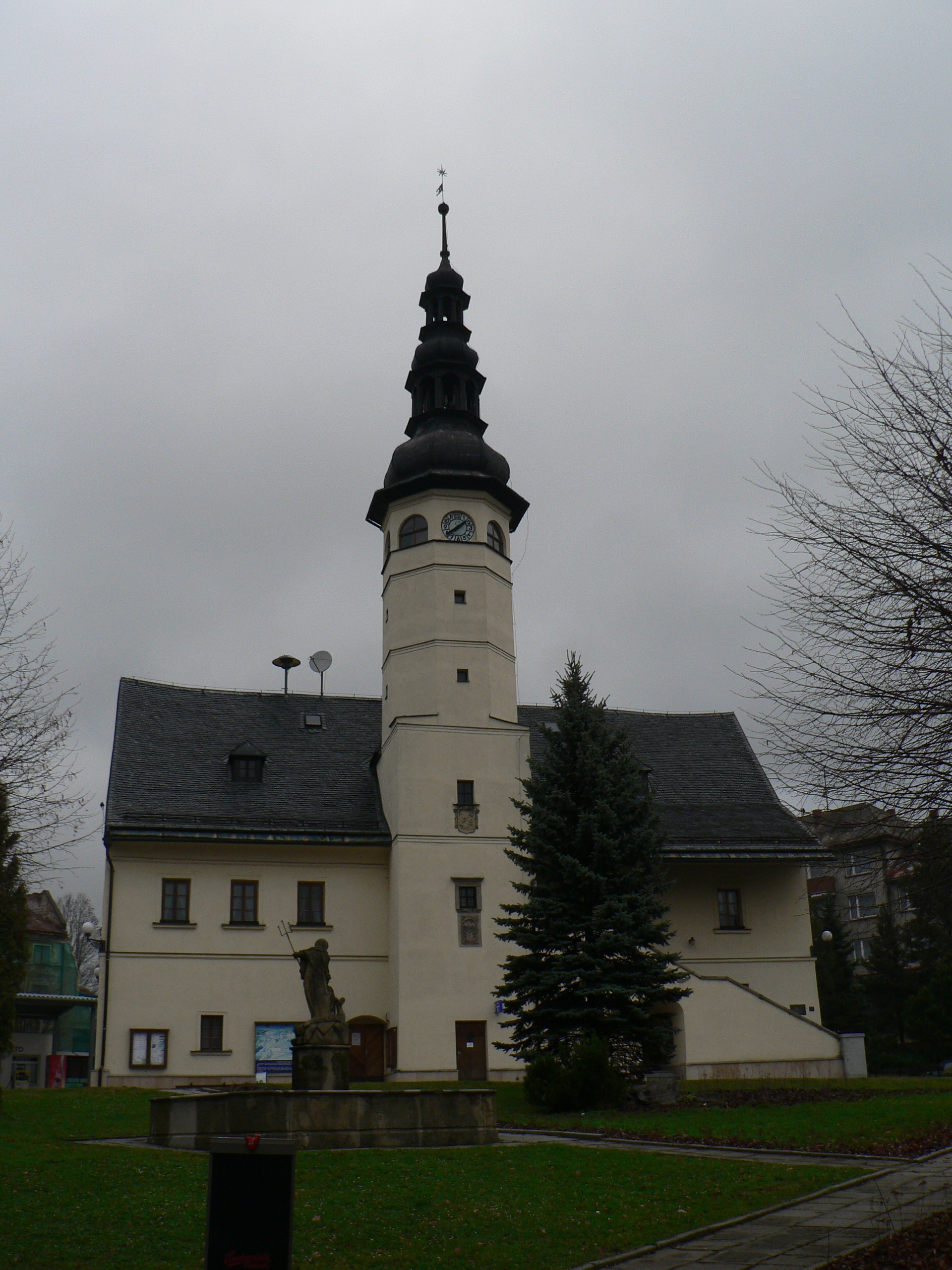
Renesanční radnice
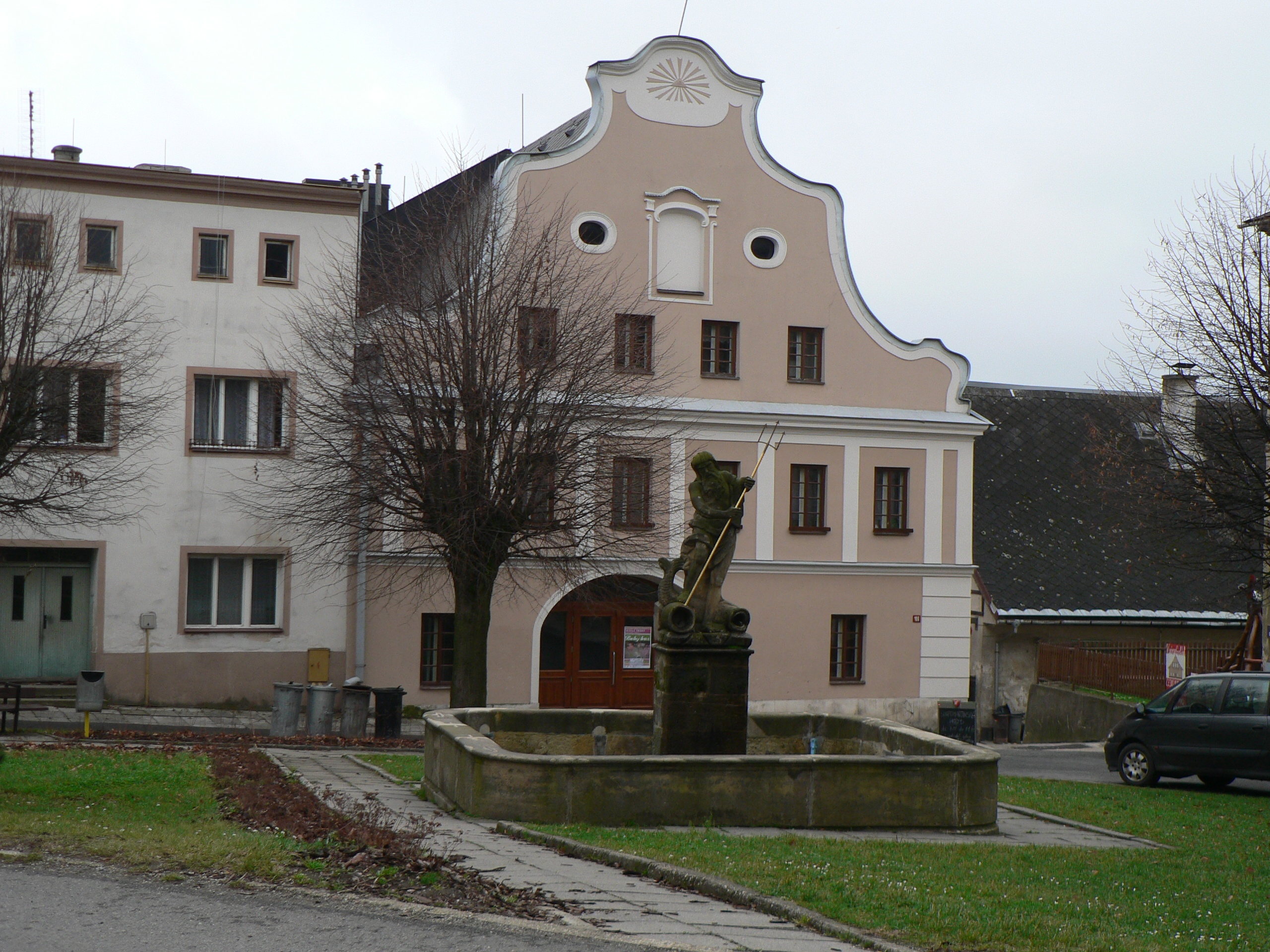
Barokní dům čp. 106, v popředí kašna s Neptunem
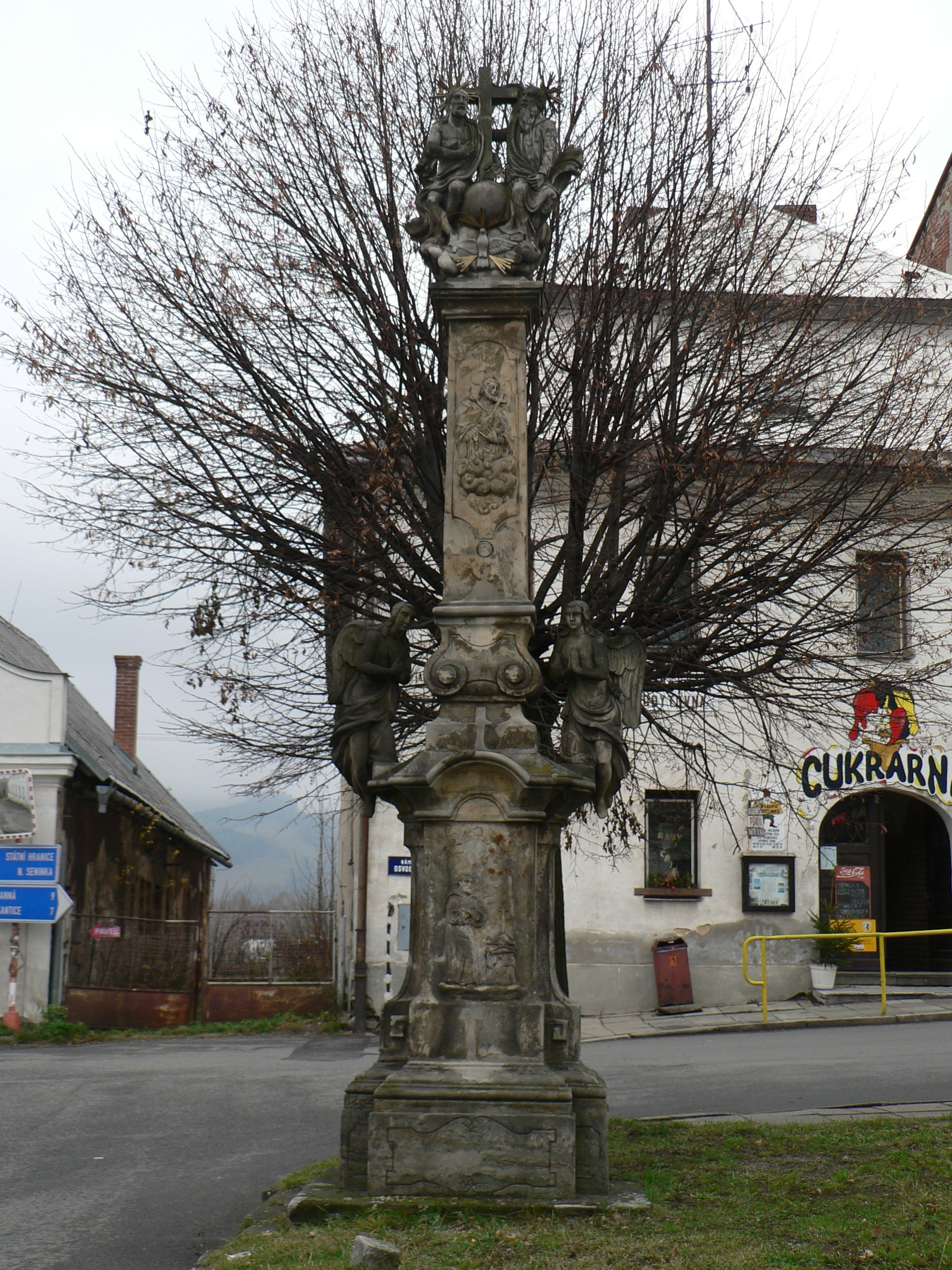
Sousoší Nejsvětější trojice
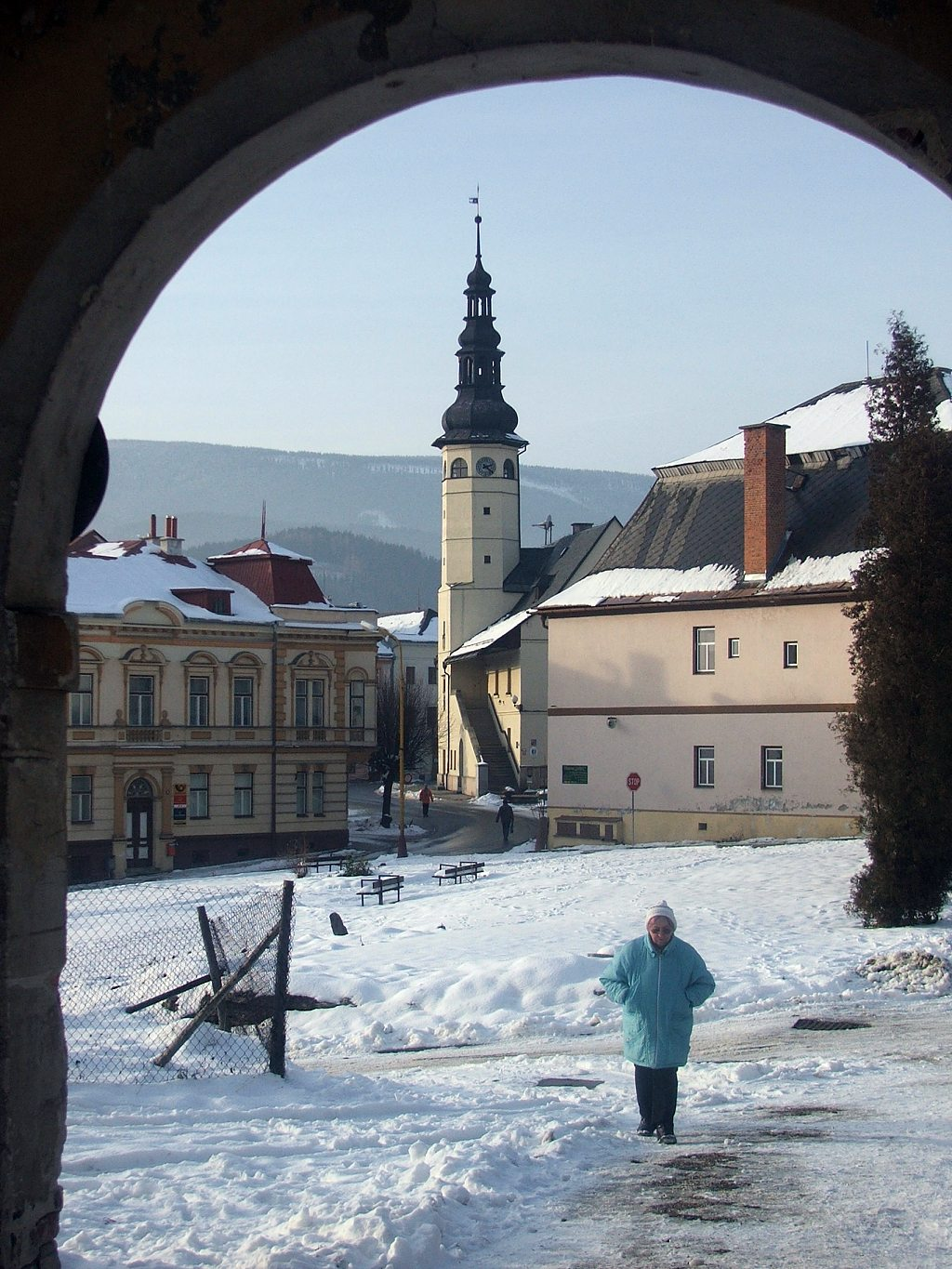
Náměstí

## Zajímavosti v okolí
- Králický Sněžník a pramen Moravy
- pozůstatky po těžbě grafitu, prozatím nezpřístupněné a turisticky nevyužívané

## Části města
- Staré Město (k. ú. Staré Město pod Králickým Sněžníkem, Malé Vrbno a Velké Vrbno)
- Chrastice (k. ú. Chrastice a Hynčice pod Sušinou)
- Kunčice (k. ú. Kunčice pod Králickým Sněžníkem)
- Nová Seninka (k. ú. Nová Seninka)
- Stříbrnice (k. ú. Stříbrnice)

## Partnerská města
- Stronie Śląskie, Polsko